# アントワーヌ・ギュメ
アントワーヌ・ギユメ（Antoine Guillemet, 1843年6月30日 - 1918年5月19日）は、フランスの風景画家。

## 生涯
アントワーヌ・ギユメは、オワーズ県シャンティイで生まれ、ジャン＝バティスト・カミーユ・コロー、シャルル＝フランソワ・ドービニー、ギュスターヴ・クールベらのもとで絵画を学んだ。
ギユメは、若い頃は航海に興味を持っていたが、両親の反対に遭った。短期間法律を学んだが、間もなく挫折した。1859年、地元の収集家からテオドール・ジェリコーの『メデューズ号の筏』を模写する仕事を依頼され、これが画家としての出発となった。
21歳にして、ベルト・モリゾからコローを紹介され、当時の多くの若い画家と同様、コローを敬愛し続けた。その後、コローの弟子アシル・ウディノから絵を学ぶようになり、ウディノがオーヴェル＝シュル＝オワーズに地所を持っていた縁から、ドービニー、エルネスト・メソニエ、オノレ・ドーミエ、アントワーヌ＝ルイ・バリーらとの親交を得た。1864年頃には、エドゥアール・マネ、アルフレッド・ステヴァンス、カミーユ・ピサロ、クロード・モネ、ギュスターヴ・クールベ、ポール・セザンヌと知り合い、更にその後、アンリ・ファンタン＝ラトゥール、エドガー・ドガ、フレデリック・バジールとも知り合った。セザンヌをマネに引き合わせたり、エミール・ゾラをマネのアトリエに連れて行ったのもギユメであった。
1865年、24歳にしてサロン・ド・パリに初入選した。1866年、1867年には落選した。セーヌ川で制作したり、エクスでセザンヌとともに制作したりした。オンフルールで制作をした時にモネと出会った。

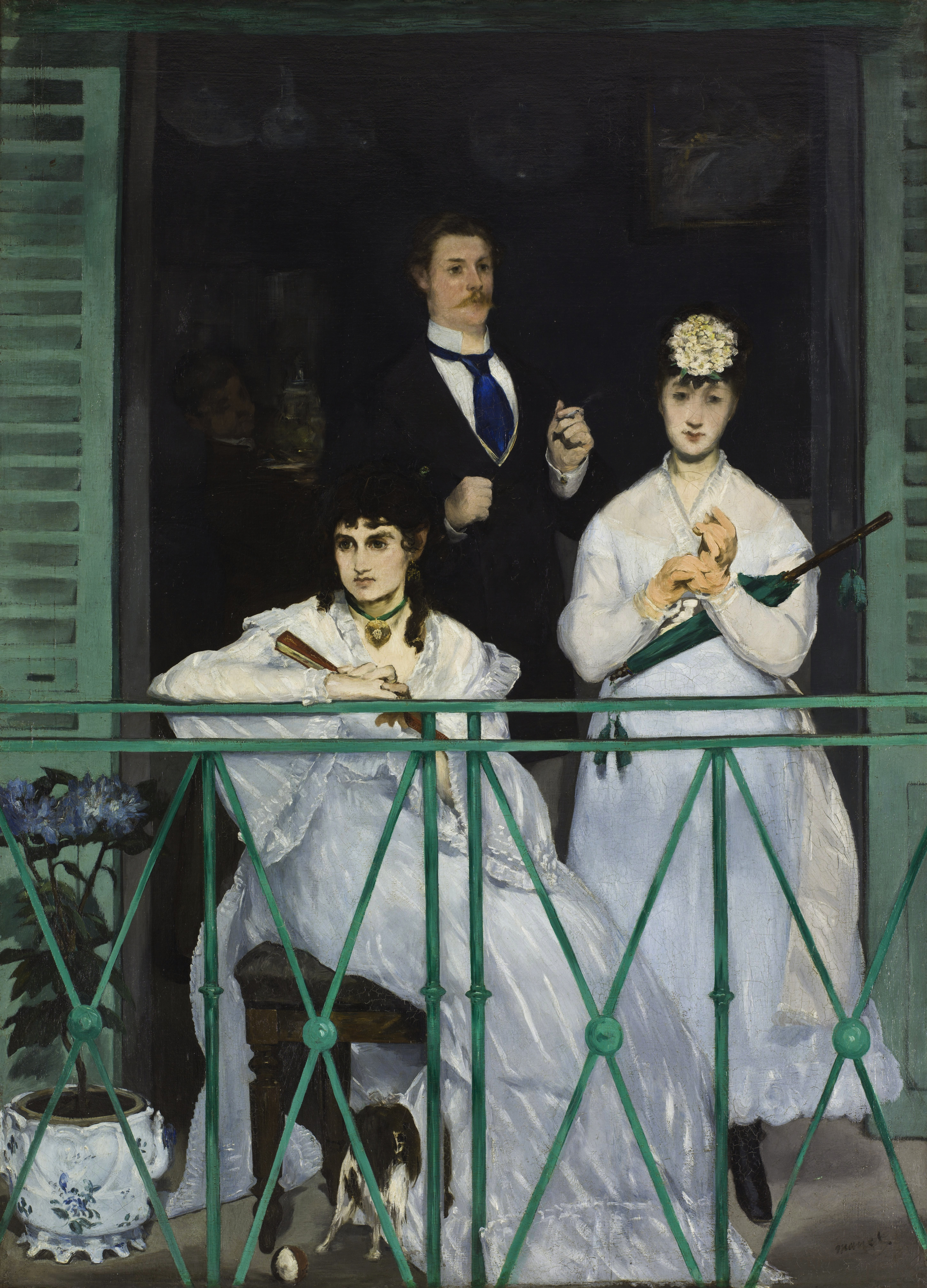
マネ『バルコニー』

1868年から1869年にかけて、マネの『バルコニー』のモデルを務めた。
1871年には、モネとともにイングランドを訪れたようである。その後、サロンへの入選が続いた。
1874年のサロンで、『12月のベルシー』と題する大画面の作品が入選し、批評家や観客から好評を得、国家買上げとなってリュクサンブール美術館に収蔵された。こうした成功のためもあって、友人たちから印象派展への参加を誘われても、サロンへの出展を続けた。ノルマンディー地方の海岸の風景画も描いたが、パリの風景画を描き続け、国家買上げの栄誉も何度か受けた。
1880年には、サロンの審査員となった。モネはこの年サロンに初入選したが、ギユメの貢献があったと思われる。
セザンヌが1882年のサロン・ド・パリ（フランス芸術家協会によるもの）に初めて入選した時、セザンヌはサロン審査員だったギユメの弟子という肩書で入選を認めてもらった。

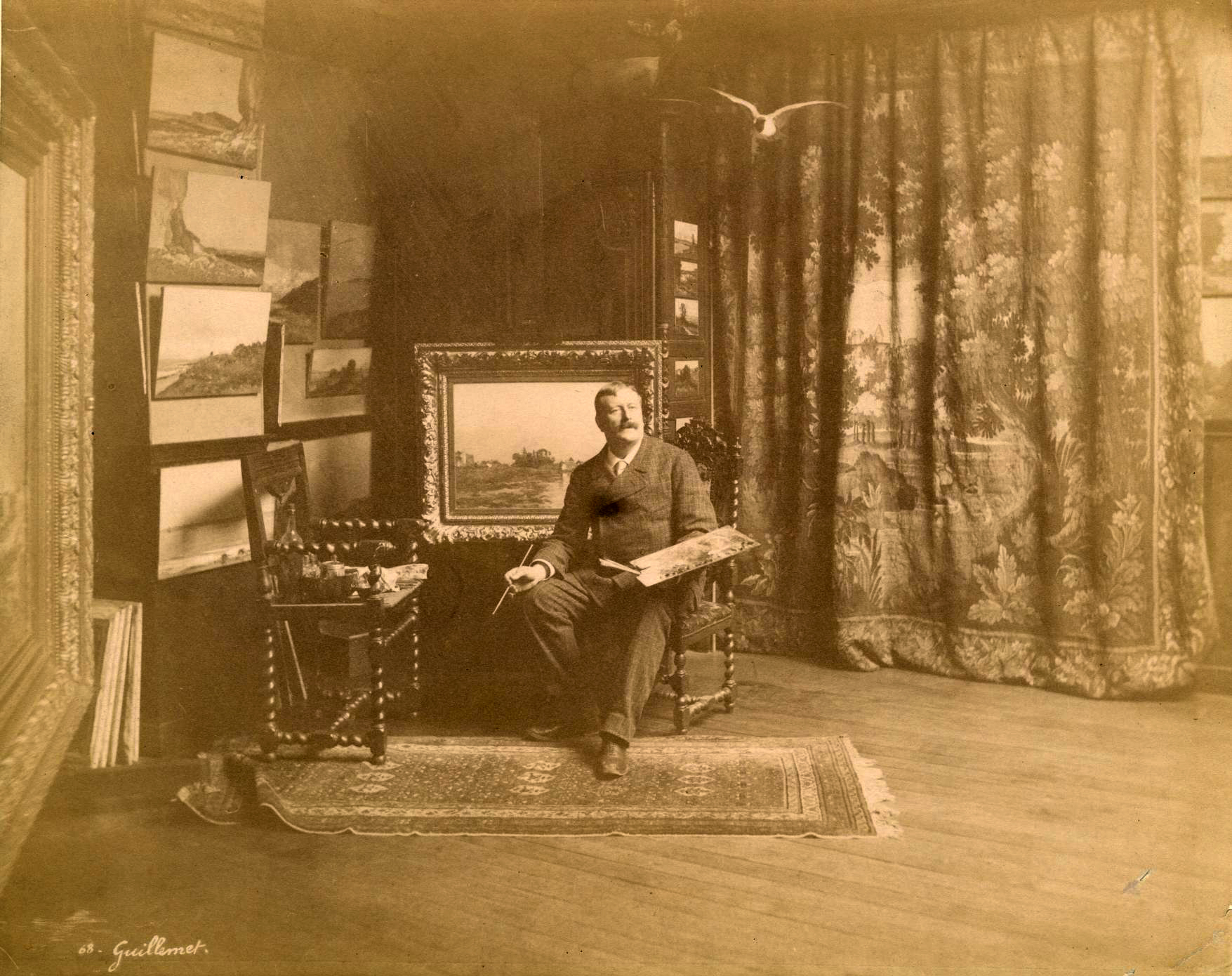
パリのアトリエにて（1885-90年頃）。

1889年のパリ万国博覧会では、『ベルシーの旧桟橋』など7点を出展した。1891年には、セーヌ川の光景を描いた『シャレントンのベルシーの桟橋』を制作し、現在のカルナヴァレ博物館から購入された。
1896年、レジオンドヌール勲章オフィシエを受章し、その後も、1918年に亡くなるまでサロンへの出展を続けた。

## 作品

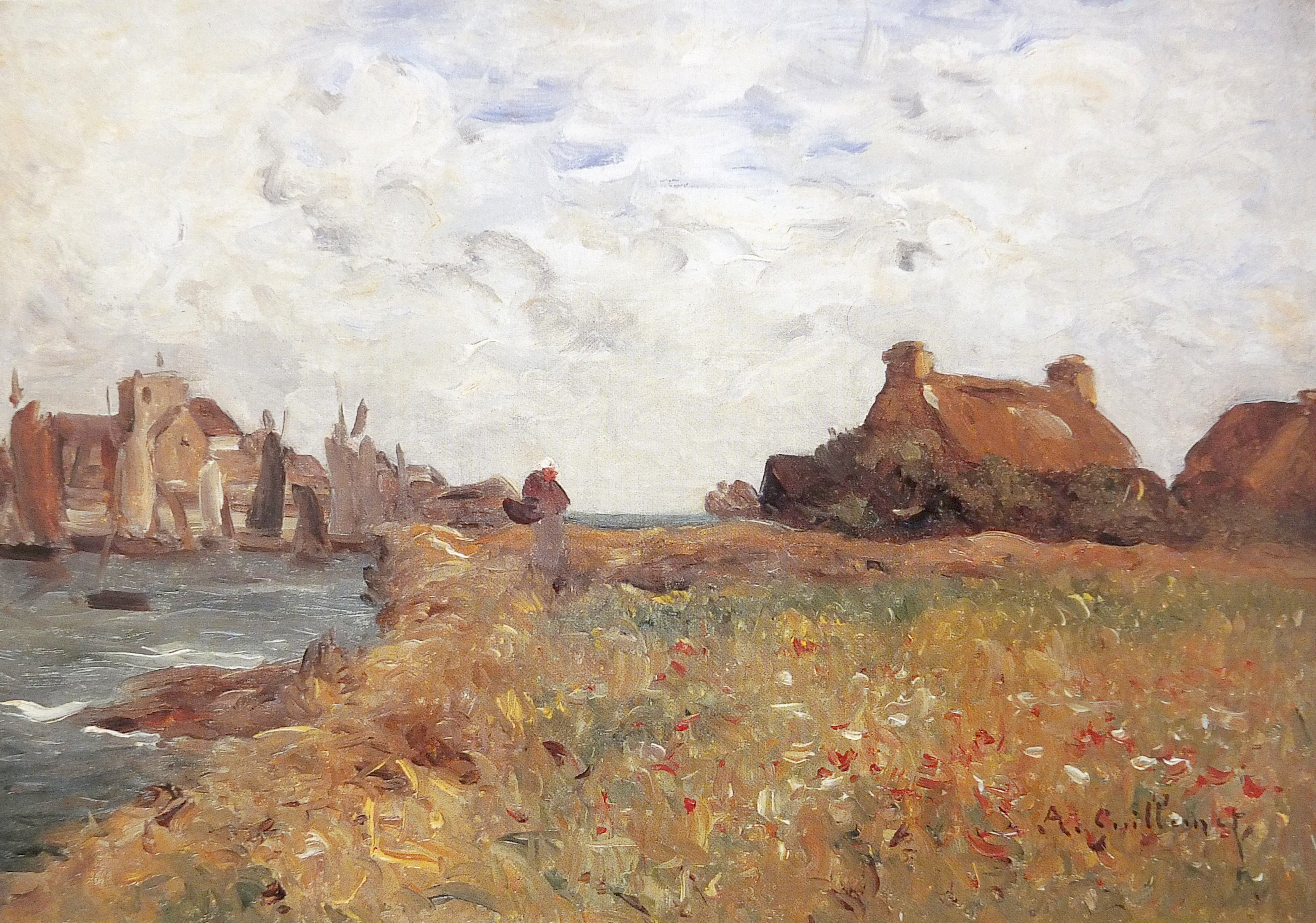
『バルフルールの港』